# ホセ＝ルイス・ガルシア
ホセ＝ルイス・ガルシア（José-Luis García, 1944年1月25日 - 2011年8月11日）は、スペイン出身のヴァイオリン奏者、指揮者。本名はホセ・ルイス・ガルシア・アセンシオ(José Luis García Asensio)。
マドリードの生まれ。6歳のころより父親からヴァイオリンの基礎教育を受ける。1960年にサラサーテ国際ヴァイオリン・コンクールで優勝した翌年、ロンドンに留学して王立音楽大学でアントニオ・ブローサの薫陶を受けた。1962年には同大学よりイアン・ストーツカー賞を贈られ、1966年から同大学で教鞭を執るようになった。1963年のプロムスで、マルコム・サージェントの指揮するBBC交響楽団の伴奏でアントニオ・ヴィヴァルディの4挺のヴァイオリンのためのヴァイオリン協奏曲の独奏パートのうちの一つを任されて初舞台を踏んだ。1968年にはイギリス室内管弦楽団の副コンサートマスターとなったが、数年のうちにコンサートマスターに昇格し、指揮者としても同管弦楽団を指揮するようになった。1986年からフォートワース室内管弦楽団の首席客演指揮者を務める。1992年から1998年までマドリードのソフィア王妃音楽学校で教鞭をとり、任期中に同音楽学校附属の管弦楽団の指揮を任されるようになった。2007年に脳卒中に倒れたが、2008年にスペイン政府からアルフォンソ10世勲章を贈られている。
2011年にロンドンにて死去した。